# Richard Scudamore
Richard Craig Scudamore, född 11 augusti 1959 i Bristol, är en brittisk befattningshavare och idrottsledare som var styrelseordförande och VD för den engelska fotbollsligan Premier League 2014–2018. Innan dess var han enbart VD för ligan 1999–2014.
Scudamore startade sin karriär med att arbeta för British Telecoms dåvarande dotterbolag Yellow Pages och var där i tio år medan han avancerade i hierarkin tills han blev försäljningschef. Efter det arbetade han i tidningsbranschen, främst för den dåvarande nyhetsgiganten Thomson Corporation som marknadsföringschef och blev i ett senare skede områdeschef för all verksamhet i USA:s södra och östra delar. 1997 blev han utnämnd till att vara VD för The Football League, men var där bara två år innan han gick vidare och blev utsedd till VD för Premier League. Med åren blev han en av idrottsvärldens mäktigaste befattningshavare på grund av den enorma tillväxt som Premier League hade i fotbollsvärlden. Den hade gått från en liga på efterkälken 1992 och med ett nationellt tv-avtal som gav ligan 60,8 miljoner pund per säsong till världens mest lukrativa fotbollsliga 2016 med ett nationellt tv-avtal som gav Premier League 1,72 miljarder pund per säsong; en ökning med hela 2 766 %. Ingen annan klubblagsturnering och nationell fotbollsliga var i närheten av dessa tv-avtal. 2014 blev han befordrad från VD till styrelseordförande och VD för Premier League, men sommaren 2018 meddelade han att han skulle avgå från sin position i slutet av året. I november tillkännagavs det att Susanna Dinnage, högt uppsatt chef inom Discovery Communications, skulle ersätta honom, men hon backade senare ur.

## Nationella tv-avtal för Premier League
Scudamore hade chefsansvaret för förhandlingarna rörande följande tv-avtal förutom 1997/98–2000/01 som är med i tabellen för att enbart illustrera värdeökningen på det första tv-avtalet som han förhandlade fram åt sin arbetsgivare. Tv-avtalet för 2019/20–2021/22 var det första sedan 2004/05–2006/07 som var mindre värt än det föregående.
| Säsonger        | Värde            | Per säsong        | Per klubb/säsong (20 klubbar) | Per match/säsong (380 matcher/säsong) |   |
| --------------- | ---------------- | ----------------- | ----------------------------- | ------------------------------------- | - |
| 1997/98–2000/01 | £670 miljoner    | £167,5 miljoner   | £8,375 miljoner               | £440 789                              |   |
|                 |                  |                   |                               |                                       |   |
| 2001/02–2003/04 | £1,2 miljarder   | £400 miljoner     | £20 miljoner                  | £1,053 miljoner                       | ▲ |
| 2004/05–2006/07 | £1,024 miljarder | £341,333 miljoner | £17,066 miljoner              | £898 245                              | ▼ |
| 2007/08–2009/10 | £1,706 miljarder | £568,666 miljoner | £28,433 miljoner              | £1,496 miljoner                       | ▲ |
| 2010/11–2012/13 | £1,773 miljarder | £591 miljoner     | £29,55 miljoner               | £1,555 miljoner                       | ▲ |
| 2013/14–2015/16 | £3,018 miljarder | £1,006 miljarder  | £50,3 miljoner                | £2,647 miljoner                       | ▲ |
| 2016/17–2018/19 | £5,136 miljarder | £1,712 miljarder  | £85,6 miljoner                | £4,505 miljoner                       | ▲ |
| 2019/20–2021/22 | £4,6 miljarder   | £1,533 miljarder  | £76,65 miljoner               | £4,035 miljoner                       | ▼ |